# ハンコックタイヤ
ハンコックタイヤアンドテクノロジー（Hankook Tire & Technology、한국타이어앤테크놀로지）は、1941年設立の大韓民国（韓国）のタイヤメーカーである。韓国で1位、アジアで3位、そして世界で7位のタイヤメーカーに発展してきた。「Hankook」は、「韓国」（한국）のローマ字表記に由来する。
世界約185カ国に輸出しており、韓国城南市にグローバル本社を置く。その他地域本社が3箇所（ヨーロッパ、アメリカ、中国）、研究開発センターが4つ（中央研究所、ヨーロッパテクニカルセンター、アメリカテクニカルセンター、中国テクニカルセンター）、工場が5つ（韓国2工場、中国2工場、ハンガリー1工場）ある。日本には名古屋市中村区名駅南にテクニカル・リエゾンオフィスがある。

## 歴史
- 1941年 - 日本タイヤ（現・ブリヂストン）系列[2]の朝鮮タイヤ工業株式会社として京城府（現在のソウル）にて創業。
- 1963年 - 横浜ゴムと技術提携[3]。
- 1968年 - 韓国タイヤ製造株式会社へ改称。同年に株式公開。
- 1982年 - ヒョースンから系列分離
- 2004年 - 現在のCI変更[4]。
- 2019年 - ハンコックタイヤアンドテクノロジー株式会社へ改称。
- 2023年 - 3月13日、大田工場で大規模火災が発生。第2工場・第3倉庫が全焼し、タイヤ21万本が被害を受けた[5]。

## 供給先
日本国内では日産自動車（OEM含む）や三菱自動車工業（OEM含む）、ダイハツ工業（OEM含む）、トヨタ・プロボックスなどに新車装着タイヤとして採用され、世界ではメルセデス・ベンツ、BMW、ミニ、 フォルクスワーゲン・アウディグループ、フォード、ゼネラルモーターズ（GM）など多くの自動車メーカーに採用されている。
また、日本のカー用品チェーンであるイエローハットにも「ZETRO（ゼトロ）」ブランドとしてOEM供給している。

## モータースポーツ

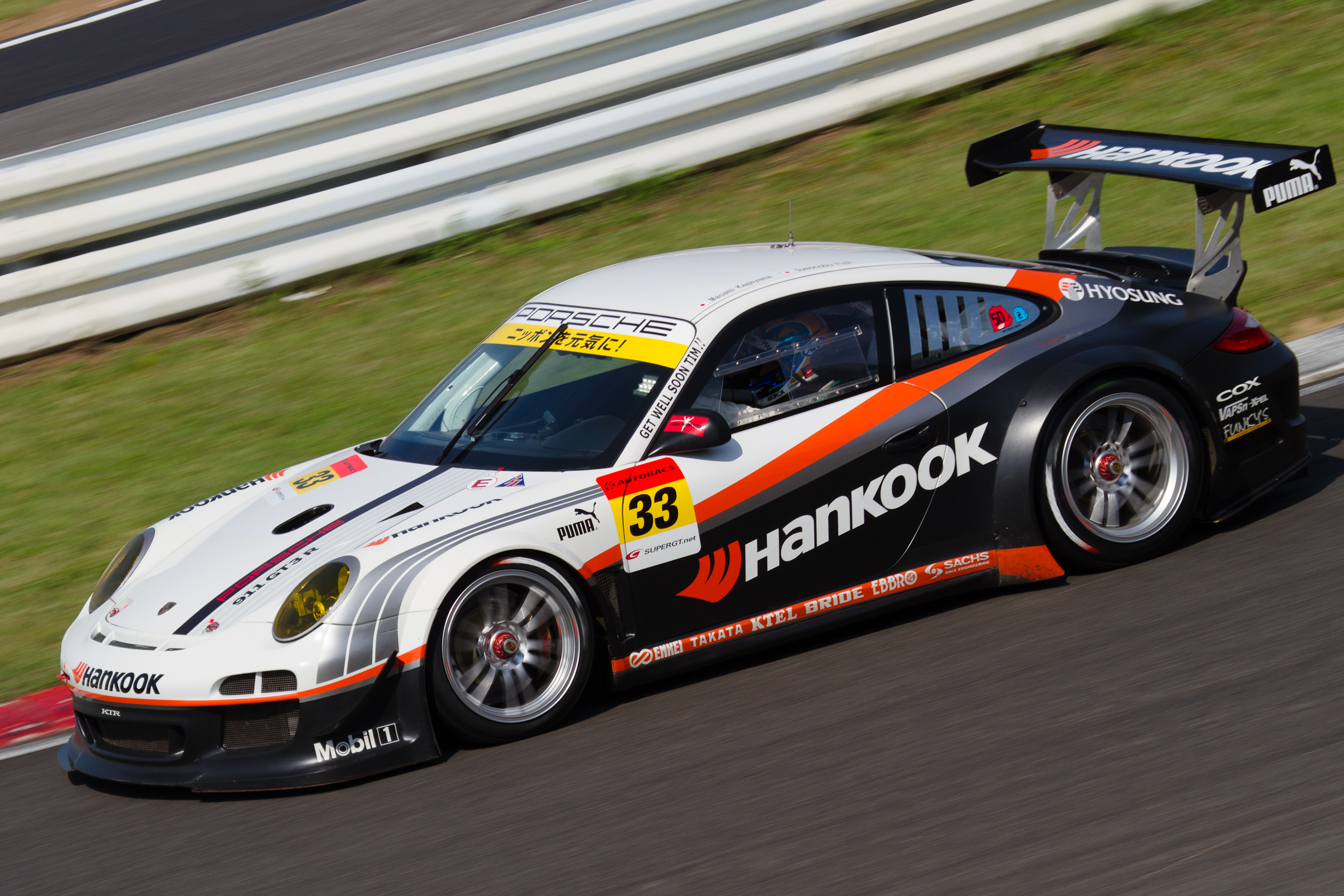
ハンコックポルシェ（2012年・菅生）

2006年から2013年までSUPER GTにタイヤ供給を行なっており、SUPER GTでは、2006年にハンコックエンドレスポルシェ木下みつひろ/峰尾恭輔で第3戦富士スピードウェイにおいて初表彰台を獲得、2009年の第2戦「KEIHIN SUZUKA 2&4 Race〜Opening Special〜」（鈴鹿サーキット）、第5戦では木下みつひろ/影山正美の手によりGT300クラス優勝を飾っている。さらに、2011年は影山正美/藤井誠暢組がGT300クラス年間3位、2012年にはクラス年間2位にまで登りつめた。また2009年・2010年は全日本F3選手権のワンメイクタイヤとしても採用されていた。
2021年からはピレリに代わって、スーパー耐久のワンメイクタイヤのサプライヤーとなったが、2023年3月に大田工場で発生した火災の影響でタイヤ供給の目処が立たなくなり、シーズン途中にブリヂストンにサプライヤーを交代する異例の事態となった。2023年からは横浜ゴムに代わり全日本スーパーフォーミュラ・ライツ選手権のワンメイクタイヤに採用されたものの、同様に火災の影響を受けタイヤ供給が困難となり、再び横浜ゴムの供給支援を受ける形となっている。
日本国外ではル・マン24時間レース、ニュルブルクリンク24時間レース、フォーミュラ・ドリフト、インターコンチネンタル・ラリー・チャレンジ（IRC）、ドイツツーリングカー選手権（DTM）、ヨーロッパ・フォーミュラ3選手権などにタイヤを供給している。DTMについては、2023年までの独占供給契約を締結していたが、レギュレーションの変更等もあり2020年までの供給となった。2023年からはフォーミュラEのワンメイクタイヤサプライヤーとなったが、タイヤのコンパウンドが硬すぎてグリップが不足しているとの批判が相次いでいる。2025年からは世界ラリー選手権にコントロールタイヤの供給をする。